# Roi Mishpati
Roi Mishpati (in ebraico רועי משפתי‎?; Rishon LeZion, 23 novembre 1992) è un calciatore israeliano, portiere del Maccabi Tel Aviv.

## Palmarès

### Club

#### Competizioni nazionali
- Campionato israeliano: 2

Maccabi Haifa: 2021-2022
Maccabi Tel Aviv: 2023-2024
- Liga Leumit: 1

Ashdod: 2015-2016
- Coppa Toto: 2

Maccabi Haifa: 2021-2022
Maccabi Tel Aviv: 2024-2025